# Guitarium
『guitarium』（ギタリウム）は、miwaの2枚目のオリジナルアルバム。2012年3月14日にSony Recordsから発売された。

## 概要
前作『guitarissimo』から約11か月ぶりのアルバムで、「441」から「片想い」までのシングルA面曲にカップリング曲を含めた全14曲を収録している。
初回生産限定盤には2011年12月24日にZepp Tokyoで開催したライブから約30分の映像を収録したDVD『selections from miwa -39live- "miwanissimo"』とカラー28ページのブックレットが付属しており、ライブツアー『miwa concert tour 2012 "guitarium"』のチケット先行予約チラシが封入されている。
タイトルは「ギター（guitar）」と「水族館（aquarium）」を組み合わせた造語で、水族館の魚のようにさまざまなテイストの楽曲が収録されているという意味を込めて付けられた。
2012年3月26日付オリコン週間アルバムチャートで初登場3位を記録し、2作連続のトップ3入りとなった。また、ビルボードのアルバムチャートでは前作に続き週間ランキング初登場1位を獲得している。
2枚目なので少し外れてもいいから、より一層幅を広げようと思い、今までにないサウンドもとりいれたという。

## 収録曲
CD
| 全作詞・作曲: miwa。 |                                              |           |            |          |      |
| #                    | タイトル                                     | 作詞      | 作曲・編曲 | 編曲     | 時間 |
| 1.                   | 「いくつになっても」                         | miwa      | miwa       | Naoki-T  | 4:36 |
| 2.                   | 「441」                                      | miwa      | miwa       | Naoki-T  | 4:06 |
| 3.                   | 「ふたりのサタディ」                         | miwa      | miwa       | 松浦晃久 | 4:38 |
| 4.                   | 「片想い」                                   | miwa      | miwa       | Naoki-T  | 5:48 |
| 5.                   | 「again×again」                              | miwa      | miwa       | Naoki-T  | 4:33 |
| 6.                   | 「Jexxxa」                                   | miwa      | miwa       | Naoki-T  | 4:33 |
| 7.                   | 「またね」                                   | miwa      | miwa       | 松浦晃久 | 5:49 |
| 8.                   | 「コットンの季節」                           | miwa      | miwa       | 松浦晃久 | 4:28 |
| 9.                   | 「Chasing hearts」                           | miwa      | miwa       | Naoki-T  | 4:36 |
| 10.                  | 「メリーゴーランド」                         | miwa      | miwa       | Naoki-T  | 5:19 |
| 11.                  | 「クレアデルネ」                             | miwa      | miwa       | L.O.E    | 4:26 |
| 12.                  | 「Take@chance」                              | miwa      | miwa       | Naoki-T  | 4:30 |
| 13.                  | 「FRiDAY-MA-MAGiC」                          | miwa      | miwa       | Naoki-T  | 4:26 |
| 14.                  | 「始まりは終わりじゃない <endless version>」 | miwa      | miwa       | L.O.E    | 5:49 |
| 合計時間:            | 合計時間:                                    | 合計時間: | 67:37      |          |      |

DVD
| #  | タイトル                                        | 作詞 | 作曲・編曲 |
| -- | ----------------------------------------------- | ---- | ---------- |
| 1. | 「selections from miwa -39live- "miwanissimo"」 |      |            |

### 楽曲解説
1. いくつになっても
映画『桜蘭高校ホスト部』主題歌。
ドラマ版の主題歌「FRiDAY-MA-MAGiC」のアンサーソングで[4]、映画の映像を使用したショートバージョンのPVが制作されている。
スカとロックとパンクの融合した遊び心のある曲にしたという[3]。
2. 441
6thシングル。
3. ふたりのサタディ
フジテレビ系『めざましどようび』テーマソング（2011年10月1日 - 2012年3月31日）。
2011年11月16日から着うたフルなどで先行配信されていた。
4. 片想い
8thシングル。
5. again×again
奈良テレビ放送『高校野球奈良県大会中継』2013年度オープニング・テーマ。
「chAngE」を超えるエレキロックをやりたくて書いた曲[3]。
6. Jexxxa
読み方は「ジェシカ」。
初めてサポートメンバーとレコーディングした楽曲。
7. またね
8. コットンの季節
COTTON USAイメージソング。
9. Chasing hearts
6thシングル「441」のカップリング曲。
10. メリーゴーランド
11. クレアデルネ
8thシングル「片想い」のカップリング曲。
12. Take@chance
13. FRiDAY-MA-MAGiC
7thシングル。
14. 始まりは終わりじゃない <endless version>
7thシングルのカップリング曲「始まりは終わりじゃない」のアルバムバージョン。

## 演奏
- miwa
  - Vocal & Chorus
  - Acoustic Guitar (#2.3.6.8.9.10.12.14)
  - Electric Guitar (#5.11.13)
- NAOKI-T
  - Electric Guitar (#1.2.4.5.9.10.13)
  - Programming (#1.4.5.6.10.12)
  - Keyboards (#1)
  - Piano (#4.12)
  - Bass (#4.10)
  - Acoustic Guitar (#6.13)
  - Synthesizer (#10)
  - Ukulele, Mandolin, Lap Steel (#12)
  - Other Instruments (#2.4.7.9.13)
  - Chorus (#13)
- Ju-ken：Bass (#1.5)
- 竹上良成：Baritone Sax (#1)
- 三沢またろう：Percussion (#1)
- チャラ男と高木君：Tambourine バラケ隊 (#1)
- 種子田健：Bass (#2.11)
- 村石雅行：Drums (#2.12)
- 弦一徹ストリングス：Strings (#2)
- 河村智康：Drums (#3.4)
- 美久月千晴：Bass (#3.7.8.12)
- 古川昌義：Electric Guitar & Flat Mandolin (#3)
- 松浦晃久
  - Piano (#3.7.8)
  - Acoustic Guitar (#3.7)
  - Electric Guitar (#7)
  - Hammond Organ (#8)
- 吉川忠英：Acoustic Guitar (#4)
- 金原千恵子：1st Violin (#4)
- 栄田嘉彦：2nd Violin (#4)
- 古川原裕仁：Viola (#4)
- 堀沢真己：Cello (#4)
- Ruy：Drums (#5.6.10)
- eji：Keyboards (#6)
- 生本直毅：Electric Guitar (#6)
- 岩村乃菜
  - Percussion (#6.13)
  - Chorus (#13)
- 柳野裕孝：Bass (#6)
- 石橋尚子：Violin (#6)
- 結城貴弘：Cello (#6)
- 今剛：Electric Guitar (#7.8)
- 玉田豊夢：Drums (#7.8)
- 小池弘之ストリングス：Strings (#7)
- 有田純弘：Banjo (#8)
- 斎藤誠：Electric Guitar & Sitar (#9)
- L.O.E
  - Electric Guitar & Programming (#11.14)
  - Other Instruments (#11)
- 日俣綾子：Violin (#11)
- 長田進：Electric Guitar (#13)
- 山田裕之：Bass (#13)
- M.MAR：Chorus (#13)
- TABOKUN：Bass (#14)
- 上杉洋史：Piano (#14)
- クラッシャー木村ストリングス：Strings (#14)